# Skoki do wody na Letnich Igrzyskach Olimpijskich 1912 – skoki standardowe i dowolne z wieży mężczyzn
Skoki standardowe i dowolne z wieży mężczyzn były jedną z konkurencji skokowych rozgrywanych podczas V Igrzysk Olimpijskich w Sztokholmie. Zawody zostały rozegrane 12 i 15 lipca na stadionie pływackim w zatoce Djurgården.
W ramach tej konkurencji zawodnicy musieli oddać określone skoki:
- jeden skok w przód z biegu z wieży pięciometrowej
- jeden skok w tył ze stania z wieży pięciometrowej
- jeden skok w przód z biegu z wieży dziesięciometrowej
- jeden skok w przód ze stania z wieży dziesięciometrowej
- trzy skoki z wieży dziesięciometrowej wybrane z listy trzynastu skoków

Adlerz prowadził w notach sędziowskich przed swoim ostatnim skokiem – w tył ze stania. Popełnił jednak błąd przez co w ocenie tego skoku wyprzedził go zawodnik niemiecki Zürner. Jednakże, cała ocena wszystkich jego skoków pozwoliła mu wygrać tę konkurencję.

## Wyniki

### Eliminacje
Po dwóch zawodników z każdej grupy, z najmniejszą liczbą punktów oraz dwaj najlepsi zawodnicy z pozostałych miejsc awansowało do finału.
Grupa I
| Miejsce | Zawodnik          | Oceny | Punkty |
| ------- | ----------------- | ----- | ------ |
| 1       | Hjalmar Johansson | 9     | 68,06  |
| 2       | Albert Zürner     | 14    | 65,04  |
| 3       | Hans Luber        | 23    | 61,66  |
| 4       | Gösta Sjöberg     | 24    | 62,08  |
| 5       | Ernst Brandsten   | 24    | 61,42  |
| 6       | George Gaidzik    | 25    | 62,56  |
| 7       | John Jansson      | 27    | 59,75  |
| 8       | Kurt Behrens      | 33    | 58,35  |
| 9       | Leo Suni          | 45    | 48,93  |

Grupa II
| Miejsce | Zawodnik         | Oceny | Punkty       |
| ------- | ---------------- | ----- | ------------ |
| 1       | Erik Adlerz      | 6     | 74,76        |
| 2       | Gustaf Blomgren  | 9     | 68,50        |
| 3       | Harald Arbin     | 15    | 62,75        |
| 4       | Ernst Eklund     | 20    | 59,94        |
| 5       | Sigvard Andersen | 25    | 56,40        |
| 6       | Oskar Wetzell    | 32    | 50,46        |
| 7       | Kalle Kainuvaara | 33    | 48,10        |
| -       | Arthur McAleenan | -     | Nie ukończył |

Grupa III
| Miejsce | Zawodnik         | Oceny | Punkty       |
| ------- | ---------------- | ----- | ------------ |
| 1       | Alvin Carlsson   | 7     | 66,98        |
| 2       | George Yvon      | 9     | 65,70        |
| 3       | Toivo Aro        | 16    | 62,75        |
| 4       | Robert Andersson | 18    | 60,39        |
| 5       | Jens Stefenson   | 25    | 41,54        |
| -       | John P. Lyons    | -     | Nie ukończył |

### Finał
Oceny sędziowskie miały pierwszeństwo. Punkty decydowały o kolejności w przypadku remisu.
| Miejsce | Zawodnik          | Oceny | Punkty |
| ------- | ----------------- | ----- | ------ |
| 1       | Erik Adlerz       | 7     | 73,94  |
| 2       | Albert Zürner     | 10    | 72,60  |
| 3       | Gustaf Blomgren   | 16    | 69,56  |
| 4       | Hjalmar Johansson | 22    | 67,80  |
| 5       | George Yvon       | 22    | 67,66  |
| 6       | Harald Arbin      | 31    | 62,62  |
| 7       | Alvin Carlsson    | 32    | 63,16  |
| 8       | Toivo Aro         | 40    | 57,05  |